# Église de Nokia
L’église de Nokia (finnois : Nokian kirkko) est une église luthérienne située à  Nokia en Finlande,.

## Description
Conçue par Carl Ludvig Engel dans un style néoclassique, l'église est construite en 1837 au sommet d'une
La particularité de l'église vient de sa nef circulaire, entièrement couverte d'une coupole, qui rappelle le Panthéon de Rome.
L’orgue à 32 jeux a été réalisée en 1974 par la fabrique d'orgues de Kangasala.
En plus de cette église principale, la paroisse de Nokia a quatre autres églises: 
l'église de Pinsiö (fi), 
l'église de Siuro (fi), 
l'église de Suoniemi (fi) et 
l'église de Tottijärvi (fi).